# Nischnjaja Toima
Die Nischnjaja Toima (russisch Нижняя Тойма („Untere Toima“)) ist ein rechter Nebenfluss der Nördlichen Dwina in der russischen Oblast Archangelsk.
Sie verläuft im hügeligen Flachland östlich des Flusslaufs der Nördlichen Dwina in überwiegend südwestlicher Richtung. Die Nischnjaja Toima erreicht nach 165 km ihre Mündung in die Nördliche Dwina.
Sie entwässert ein Areal von 1740 km². Am Pegel 34 km oberhalb der Mündung beträgt der mittlere Abfluss 18 m³/s. Der Fluss wird hauptsächlich von der Schneeschmelze gespeist. Im Mai führt er regelmäßig Hochwasser. Zwischen November und Ende April ist er eisbedeckt. 
Im Oberlauf durchfließt die Nischnjaja Toima eine unbewohnte Gegend. Am Unterlauf befinden sich einige kleinere Siedlungen. Der Fluss wurde früher zum Flößen genutzt.
An der Nördlichen Dwina liegt von der Flussmündung der Nischnjaja Toima 47 km flussaufwärts die Kleinstadt Werchnjaja Toima („Obere Toima“) an der Einmündung des gleichnamigen Flusses.